# Ҷ
Ҷ, ҷ — кирилична літера, 30-та літера таджицької та 52-га абхазької абетки, утворена від Ч. В таджицькій вона позначає звук /d͡ʒ/, в абхазькій — /ʧ’/. В інших кириличних абетках цій літері відповідають дж, чж, Җ або Џ.